# Pimelea mesoa
Pimelea mesoa är en tibastväxtart. Pimelea mesoa ingår i släktet Pimelea och familjen tibastväxter.

## Underarter
Arten delas in i följande underarter:
- P. m. macra
- P. m. mesoa